# Mieczysław Karłowicz
Mieczysław Karłowicz (ur. 11 grudnia 1876 w Wiszniewie, zm. 8 lutego 1909 w rejonie Małego Kościelca) – polski kompozytor i dyrygent. Autor m.in. pieśni oraz różnych utworów orkiestrowych, w tym 6 poematów symfonicznych. Przedstawiciel nurtu późnego romantyzmu. Również taternik, fotografik i publicysta.

## Życiorys
Karłowicz, urodzony na Grodzieńszczyźnie jako syn Ireny z Sulistrowskich i Jana Aleksandra Karłowicza (1836–1903), wybitnego etnologa i językoznawcy, spędził na wsi wczesne dzieciństwo mieszkając w rodzinnym majątku Sulistrowskich w Wiszniewie do szóstego roku życia. W 1882 rodzina Karłowiczów sprzedała majątek i zamieszkiwała początkowo w Heidelbergu, potem w 1885 w Pradze i w 1886 w Dreźnie, by ostatecznie w 1887 osiedlić się w Warszawie. W Heidelbergu i Dreźnie chłopiec uczęszczał do szkół ogólnokształcących, od 1888 uczył się w szkole realnej Wojciecha Górskiego w Warszawie. Miał troje rodzeństwa, w tym dwie siostry: Janinę (1882–1937), która została nauczycielką, i Wandę (wyszła za mąż za Zygmunta Wasilewskiego, krytyka literackiego, działacza politycznego, senatora RP). Mieczysław, od dzieciństwa wychowany w muzycznej atmosferze (ojciec grał na wiolonczeli i fortepianie, w domu działał kwartet smyczkowy), podczas pobytu za granicą poznał muzykę operową i symfoniczną, m.in. dzieła Bizeta, Webera, Brahmsa, Smetany. Od siódmego roku życia pobierał naukę gry na skrzypcach w Dreźnie i Pradze. Po osiedleniu w Warszawie kontynuował naukę gry na skrzypcach u Jana Jakowskiego, a w latach 1889–95 był uczniem Stanisława Barcewicza, równocześnie studiując harmonię u Zygmunta Noskowskiego i Piotra Maszyńskiego, następnie zaś kontrapunkt i formy muzyczne u Gustawa Roguskiego; w tych latach zaczął także komponować, z przełomu 1893/94 pochodzi pierwszy zachowany utwór Karłowicza Chant de mai na fortepian. Obok nauki gry i kompozycji Karłowicz studiował na Cesarskim Uniwersytecie Warszawskim nauki przyrodnicze.
We wrześniu 1895 wyjechał do Berlina z zamiarem studiowania gry na skrzypcach pod kierunkiem Josepha Joachima. Nie dostawszy się do jego klasy w Hochschule für Musik, uczył się prywatnie u Floriána Zajíca, postanowił jednak poświęcić się kompozycji i podjął studia u Heinricha Urbana. Równocześnie uczęszczał na wykłady z historii muzyki, historii filozofii, psychologii, fizyki na wydziale filozoficznym uniwersytetu w Berlinie.
Od grudnia 1895 do końca 1896 powstała większość spośród 22 zachowanych solowych pieśni Karłowicza, w tym 10 do słów Kazimierza Przerwy-Tetmajera. Z Berlina Karłowicz pisał korespondencje muzyczne do Echa Muzycznego, Teatralnego i Artystycznego, opowiadając się zdecydowanie za kierunkiem neoromantycznym, wagnerowskim. 15 kwietnia 1897 na popisie uczniów Urbana została wykonana Serenada na orkiestrę smyczkową opus 2. Obok drobniejszych kompozycji w latach studiów u Urbana powstała muzyka do dramatu Józefata Nowińskiego Biała gołąbka. Uwertura do Białej gołąbki, znana także pod tytułem Bianka z Moleny, została wykonana 14 kwietnia 1900 w Berlinie, także na popisie uczniów Urbana. Pod koniec lat 90. Karłowicz podjął pracę nad Symfonią „Odrodzenie”, którą skończył już samodzielnie, po powrocie do kraju. W kwietniu 1901 Karłowicz ukończył studia i wrócił do Warszawy.
W 1902 powstał dedykowany S. Barcewiczowi Koncert skrzypcowy A-dur opus 8. Swym artykułem Muzyka swojska w Filharmonii warszawskiej zainicjował walkę o obecność współczesnej muzyki polskiej w repertuarze nowo powstałej Filharmonii Warszawskiej. Od 1903 działał w zarządzie Warszawskiego Towarzystwa Muzycznego, przy którym założył i prowadził orkiestrę smyczkową. W tymże roku ukazała się cenna publikacja Karłowicza Nie wydane dotychczas pamiątki po Chopinie, zawierające korespondencję Chopina. 21 marca 1903 w Berlinie odbył się koncert kompozytorski Karłowicza, na którego program złożyła się uwertura do Białej gołąbki, Koncert skrzypcowy i Symfonia „Odrodzenie”, dyrygował kompozytor, solistą był S. Barcewicz. Nie zrażony mało pochlebnymi recenzjami po swym kolejnym koncercie kompozytorskim w Wiedniu (8 lutego 1904), Karłowicz poświęcił się całkowicie twórczości w dziedzinie jednego gatunku: poematu symfonicznego. W latach 1904–1909 powstało 6 poematów symfonicznych opus 9–14: Powracające fale, Odwieczne pieśni, Rapsodia litewska, Stanisław i Anna Oświecimowie, Smutna opowieść oraz Epizod na maskaradzie pozostawiony w szkicach (dokończony oraz zinstrumentowany po śmierci kompozytora przez Grzegorza Fitelberga). W 1906 kompozytor wyjechał do Lipska na kurs dyrygencki A. Nikischa. 21 marca 1907 w Berlinie na koncercie kompozytorów Młodej Polski odbyło się prawykonanie Odwiecznych pieśni. Karłowicz zaznaczył w ten sposób swoje poparcie dla grupy twórców zrzeszonych w Spółce Nakładowej Młodych Kompozytorów Polskich (zwanej przez historyków „Młodą Polską”), do której formalnie nie należał. W tymże roku kompozytor osiedlił się w Zakopanem.
Z Tatrami łączyła go od lat szczególna więź duchowa. Działał w Towarzystwie Tatrzańskim, publikował artykuły z wędrówek górskich, pasjonował się wspinaczką, jazdą na nartach, fotografiką; stał się jednym z pionierów polskiego taternictwa. Oceniany przez krytykę muzyczną na ogół nieprzychylnie, przeżył wielki triumf po koncercie w Filharmonii Warszawskiej (22 stycznia 1909), na którym entuzjastycznie przyjęto Odwieczne pieśni. Niespełna 3 tygodnie później 8 lutego zginął w Tatrach pod lawiną śnieżną podczas samotnej wycieczki górskiej na nartach, w drodze z Hali Gąsienicowej do Czarnego Stawu, u stóp Małego Kościelca. Obecnie znajduje się tam tablica pamiątkowa. Pochowany został 16 lutego na cmentarzu Powązkowskim w Warszawie (kwatera 33-4-24).

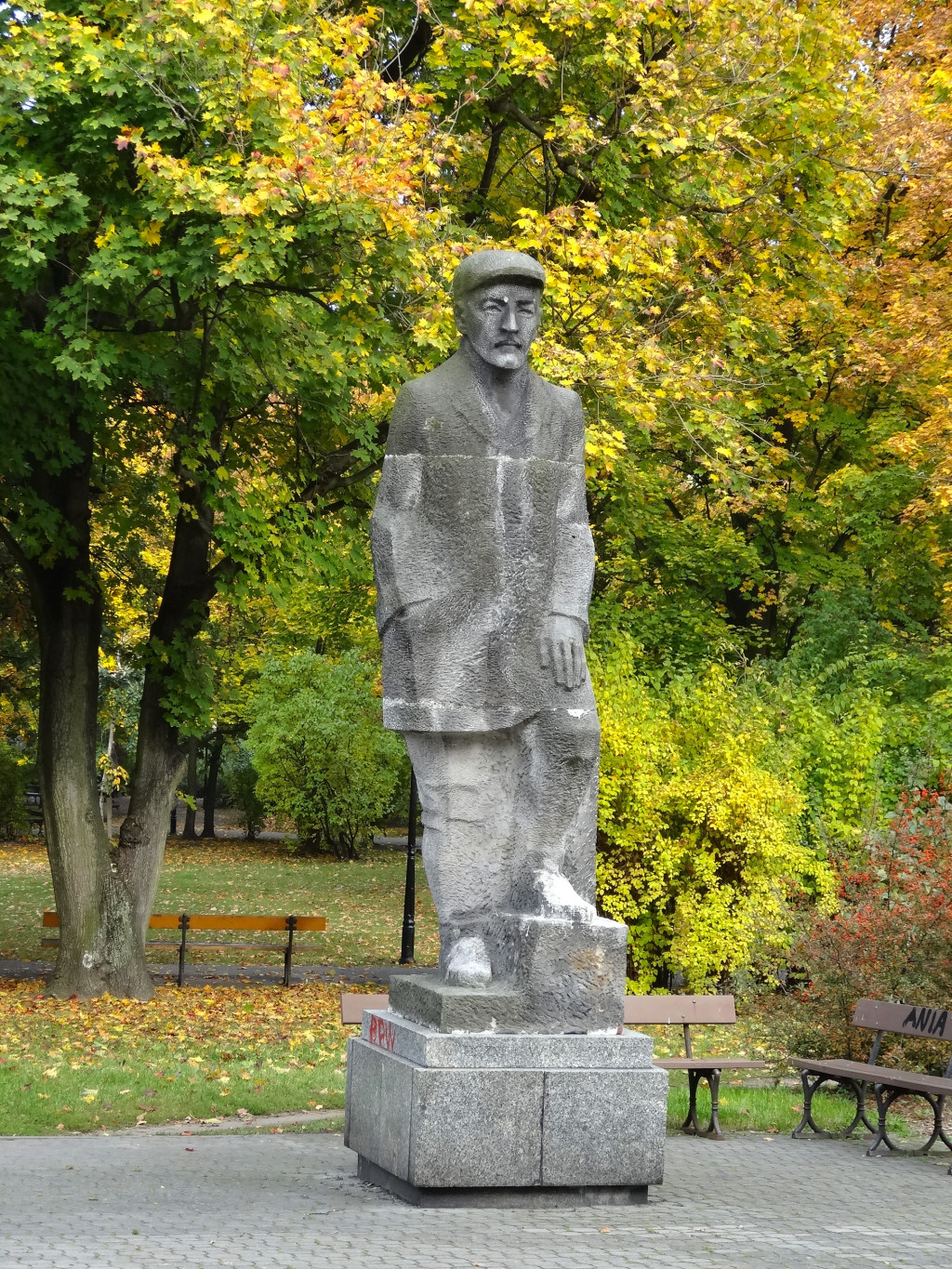
Pomnik Mieczysława Karłowicza w Bydgoszczy (w otoczeniu Filharmonii Pomorskiej jako jeden z posągów galerii pomników kompozytorów i wirtuozów)

| Dorobek kompozytorski        | Dorobek kompozytorski |
| Rodzaj twórczości            | Liczba dzieł          |
| ---------------------------- | --------------------- |
| Muzyka wokalna               |                       |
| Pieśni                       | 22                    |
| Muzyka chóralna              |                       |
| Muzyka instrumentalna        |                       |
| Symfonie                     | 1                     |
| Koncert                      | 1                     |
| Muzyka kameralna             |                       |
| Inne formy orkiestrowe       | 8                     |
| Opery                        |                       |
| Balety                       |                       |
| Utwory na fortepian          |                       |
| Muzyka na orkiestrę marszową |                       |
| RAZEM                        | 33                    |

## Dzieła kompozytorskie
| Dzieła kompozytorskie | Dzieła kompozytorskie                    | Dzieła kompozytorskie        |
| Lata pracy            | Tytuł dzieła                             | Forma muzyczna               |
| --------------------- | ---------------------------------------- | ---------------------------- |
| 1895–1896             | Zasmuconej op.1/1                        | Pieśń na głos i fortepian    |
| 1895–1896             | Skąd pierwsze gwiazdy op.1/2             | Pieśń na głos i fortepian    |
| 1895–1896             | Na śniegu op.1/3                         | Pieśń na głos i fortepian    |
| 1895–1896             | Zawód op.1/4                             | Pieśń na głos i fortepian    |
| 1895–1896             | Pamiętam ciche, jasne, złote dnie op.1/5 | Pieśń na głos i fortepian    |
| 1895–1896             | Smutna jest dusza moja op.1/6            | Pieśń na głos i fortepian    |
| 1892                  | O nie wierz temu, co powiedzą ludzie     | Pieśń na głos i fortepian    |
| 1895                  | Czasem, gdy długo na pół sennie marzę    | Pieśń na głos i fortepian    |
| 1895                  | Z nową wiosną                            | Pieśń na głos i fortepian    |
| 1896                  | Mów do mnie jeszcze op.3/1               | Pieśń na głos i fortepian    |
| 1896                  | Z erotyków op.3/2                        | Pieśń na głos i fortepian    |
| 1896                  | Idzie na pola op.3/3                     | Pieśń na głos i fortepian    |
| 1896                  | Na spokojnym, ciemnym morzu op. 3/4      | Pieśń na głos i fortepian    |
| 1896                  | Śpi w blaskach nocy op.3/5               | Pieśń na głos i fortepian    |
| 1896                  | Przed nocą wieczną op.3/6                | Pieśń na głos i fortepian    |
| 1896                  | Nie płacz nade mną op.3/7                | Pieśń na głos i fortepian    |
| 1896                  | W wieczorną cisze op.3/8                 | Pieśń na głos i fortepian    |
| 1896                  | Po szerokim, po szerokim morzu op.3/9    | Pieśń na głos i fortepian    |
| 1896                  | Zaczarowana królewna op.3/10             | Pieśń na głos i fortepian    |
| 1896                  | Rdzawe liście strząsa z drzew            | Pieśń na głos i fortepian    |
| 1897                  | Serenada op.2                            | Serenada na smyczki          |
| 1898                  | Najpiękniejsze piosnki op.4              | Pieśń na głos i fortepian    |
| 1900                  | Bianca de molena (Biała gołąbka) op.6    | Muzyka do dramatu            |
| 1898                  | Pod jaworem                              | Pieśń na głos i fortepian    |
| 1902                  | Symfonia Odrodzenie op.7                 | Symfonia                     |
| 1902                  | Koncert skrzypcowy A-dur¹ op.8           | Koncert skrzypcowy           |
| 1902                  | Na anioł pański                          | Melodeklamacja z fortepianem |
| 1904                  | Powracające fale op.9                    | Poemat symfoniczny           |
| 1906                  | Odwieczne Pieśni op.10                   | Poemat symfoniczny           |
| 1906                  | Rapsodia litewska op.11                  | Poemat symfoniczny           |
| 1906                  | Stanisław i Anna Oświecimowie op.12      | Poemat symfoniczny           |
| 1908                  | Smutna opowieść op.13                    | Poemat symfoniczny           |
| 1909                  | Epizod na maskaradzie² op.14             | Poemat symfoniczny           |

¹Od Koncertu datuje się dojrzałą twórczość Mieczysława Karłowicza; pieśni kompozytor sam później określał jako „grzechy młodości”.
²Dokończony i zinstrumentowany przez Grzegorza Fitelberga.

## Działalność górska

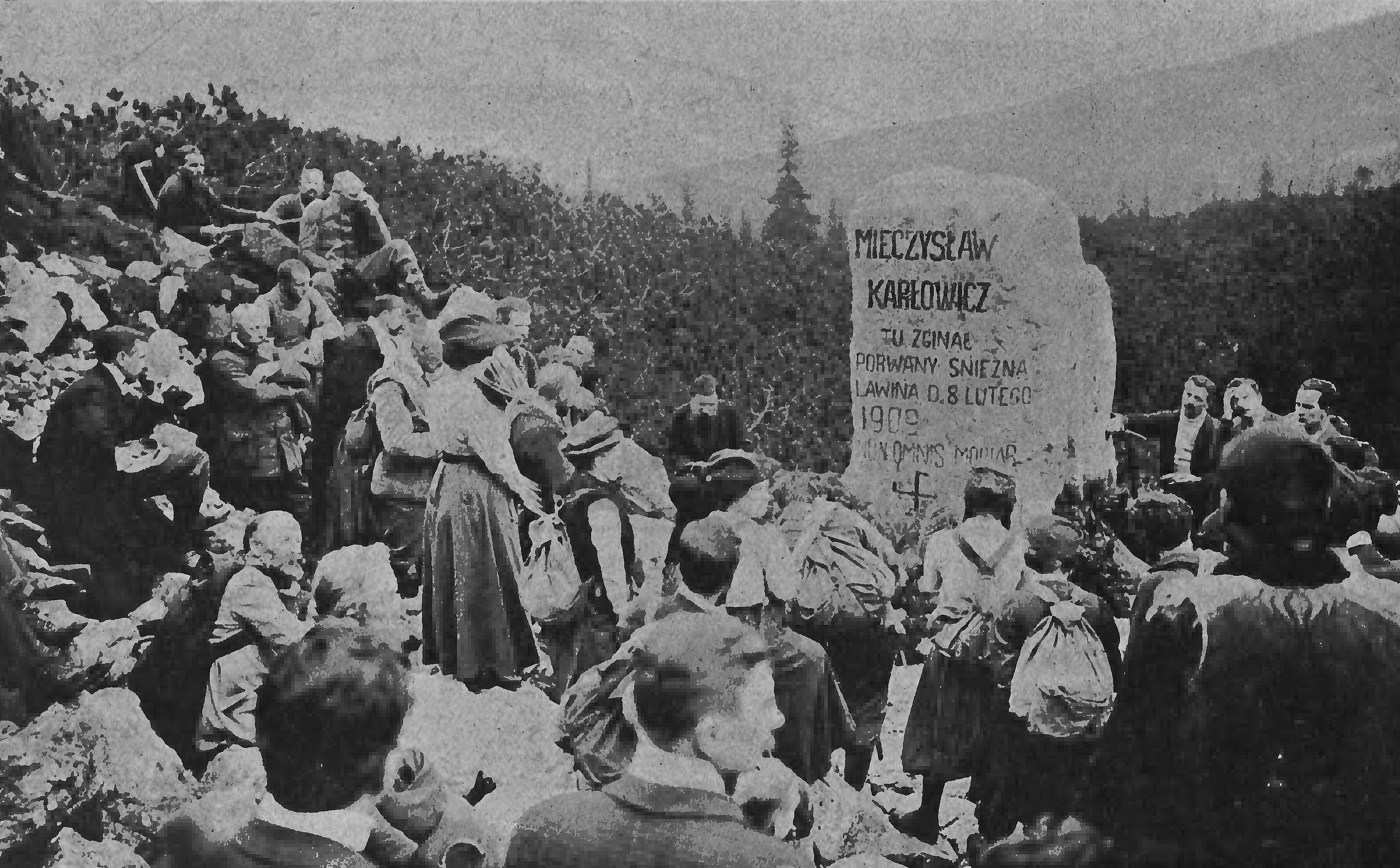
Odsłonięcie głazu pamiątkowego w Tatrach (1909)

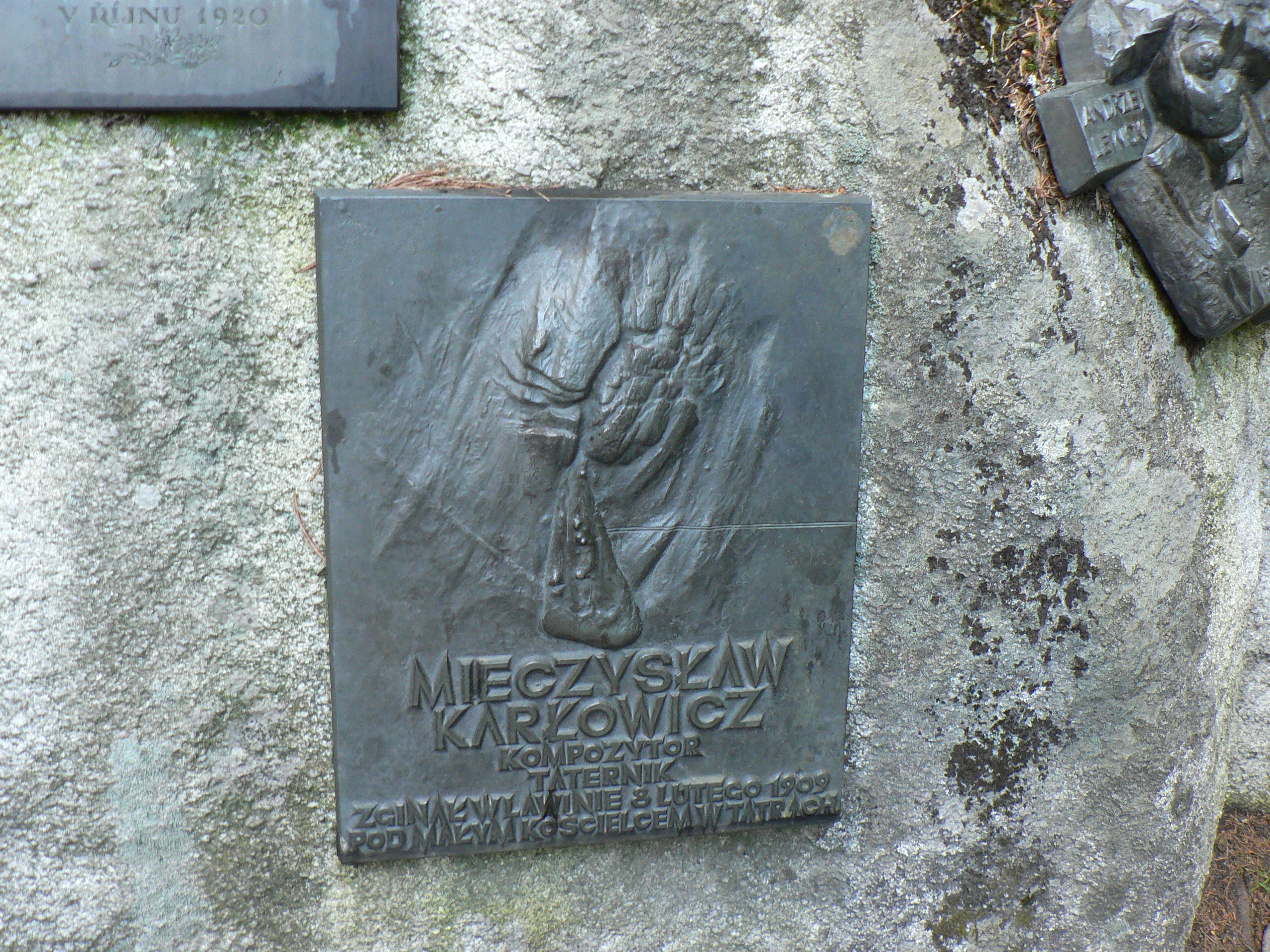
Pamiątkowa tablica na Symbolicznym Cmentarzu Ofiar Tatr pod Osterwą

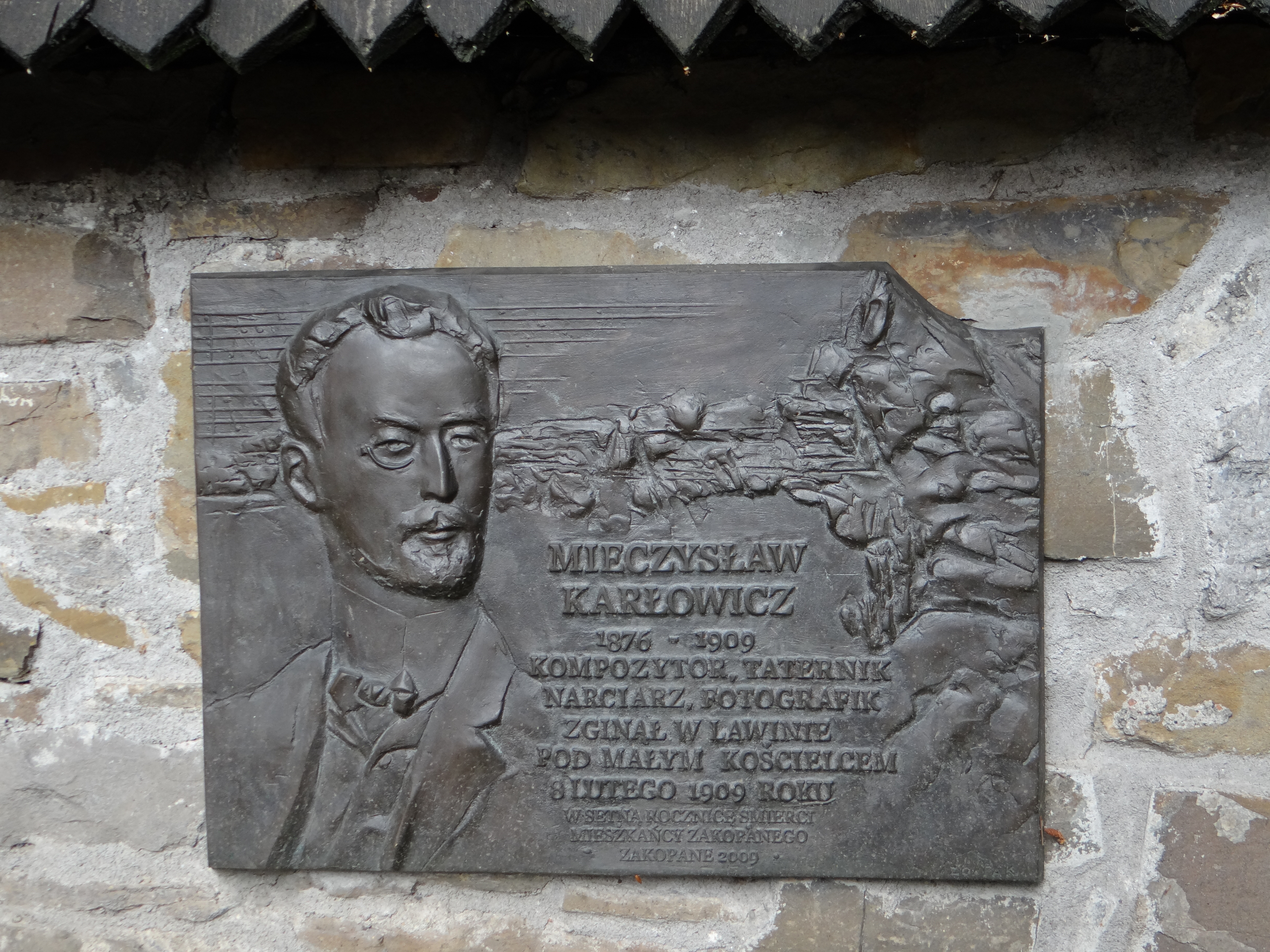
Tablica pamięci Mieczysława Karłowicza na Pęksowym Brzyzku w Zakopanem

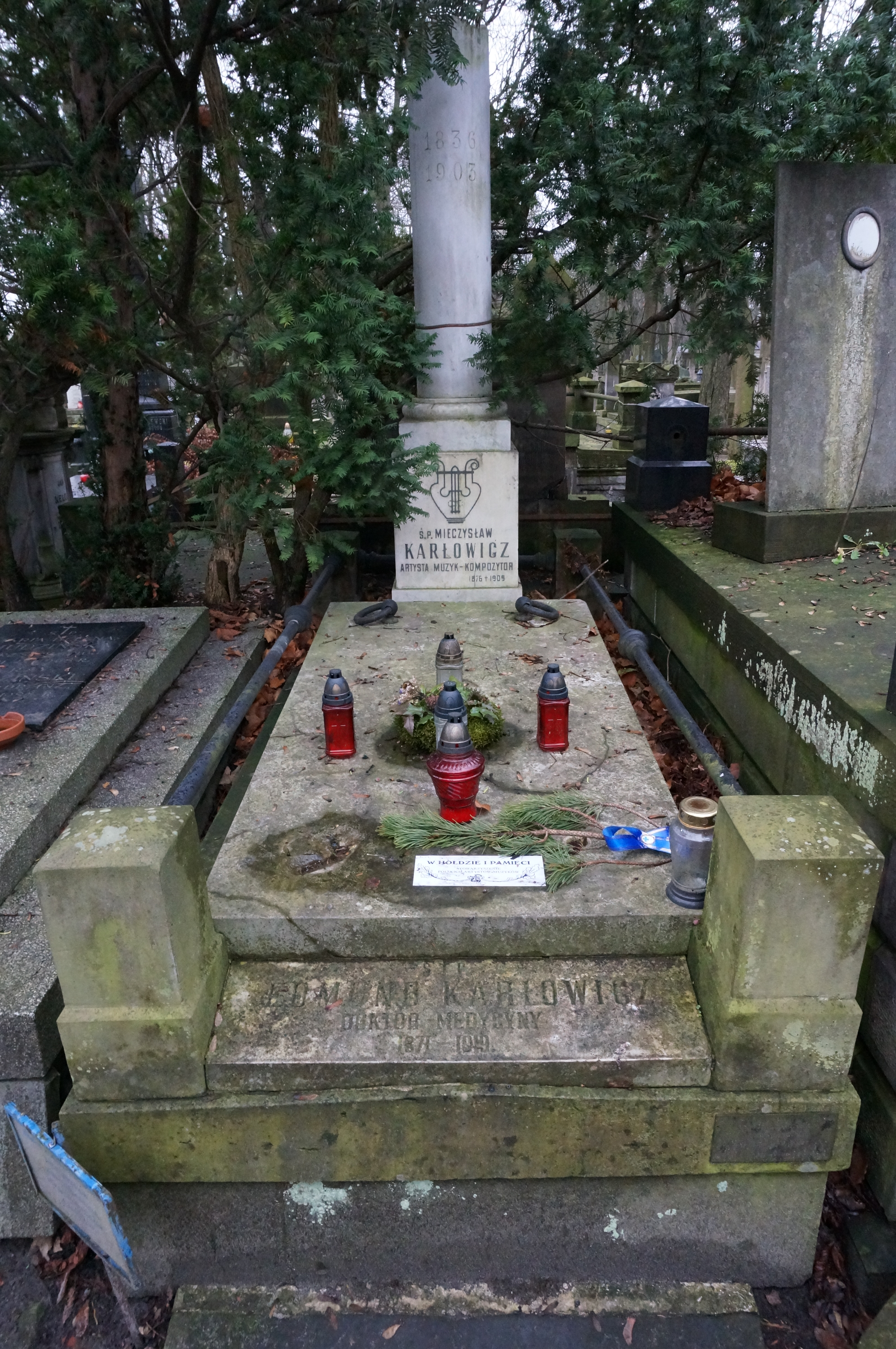
Grób Mieczysława Karłowicza na cmentarzu Powązkowskim

Tatry poznawał Karłowicz od 1889, lecz systematyczną działalność górską rozpoczął od 1902. W 1907 osiadł na stałe w Zakopanem. Działał w Towarzystwie Tatrzańskim. Był znakomitym taternikiem. Początkowo wspinał się ze znanym góralskim przewodnikiem, Klimkiem Bachledą (1906), później często samotnie. Wszedł na wiele szczytów, jego najważniejsze osiągnięcia to: I wejście na Wielką Kołową Turnię (granią od Modrej Turni, 1907, samotnie), I wejście na Ciężką Turnię granią północno-wschodnią z Dolinki Spadowej (1908), I zimowe wejście na Kościelec (1908), I zimowe wejście na Wołoszyn oraz Żółtą Turnię z przełęczy Krzyżne, wejście na Ostry Szczyt południową ścianą, drogą Häberleina (1908).
Był również jednym z pionierów narciarstwa, które uprawiał od 1907, a także działaczem Zakopiańskiego Oddziału Narciarzy (ZON). Dokonał m.in. pierwszego przejścia na nartach z Hali Gąsienicowej przez Liliowe, Zawory i Koprową Przełęcz do Szczyrbskiego Jeziora.
Pasjonował się fotografiką, jego fotografie tatrzańskie o wysokim poziomie artystycznym zostały zebrane w albumie pt. Karłowicz w Tatrach. Zajmował się też publicystyką, w której popularyzował Tatry i Podhale oraz piętnował niewłaściwe postawy ówczesnych turystów. Wraz z Mariuszem Zaruskim stworzył podwaliny Tatrzańskiego Ochotniczego Pogotowia Ratunkowego.
8 lutego 1909 Mieczysław Karłowicz zginął w Tatrach przysypany lawiną na wschodnich zboczach Małego Kościelca, w trakcie wycieczki narciarsko-fotograficznej. W miejscu tym stoi obecnie kamień – pomnik zwany Kamieniem Karłowicza z napisem: Non omnis moriar (nie wszystek umrę). Umieszczona na nim swastyka to popularny na Podhalu krzyżyk niespodziany. Mimo związków kompozytora z górami w żadnym jego utworze muzycznym nie znalazło się bezpośrednie odbicie Tatr, ich przyrody, góralskiego folkloru czy też wspomnień artysty z tatrzańskich wypraw.
Do tragicznej śmierci kompozytora nawiązał Wojciech Kilar w poemacie symfonicznym Kościelec 1909.

## Upamiętnienie
Pod koniec lata 1909 przy Małym Kościelcu odsłonięto głaz pamiątkowy z bloku granitowego (zwany Kamieniem Karłowicza). Jego nazwiskiem nazwano także ulicę w Bydgoszczy, Koszalinie, Gdańsku, Szczecinie, Lublinie, Zakopanem, Jeleniej Górze i Wrocławiu. Wizerunek Karłowicza znajduje się na rewersie srebrnej monety kolekcjonerskiej o nominale 10 złotych wyemitowanej przez Narodowy Bank Polski w 2009 r. z okazji setnej rocznicy utworzenia TOPR.
Imię Mieczysława Karłowicza noszą m.in.:
- Filharmonia Szczecińska,
- Poznańska Ogólnokształcąca Szkoła Muzyczna 2 Stopnia[15]
- Zespół Państwowych Szkół Muzycznych w Krakowie,
- Zespół Szkół Muzycznych w Zielonej Górze,
- Szczep Harcerski ZHP „Orogen” w Krakowie – Nowej Hucie,
- pociąg PKP Intercity IC 13113, jeżdżący na trasie Zakopane – Warszawa Wschodnia[16],
- Państwowa Szkoła Muzyczna I i II stopnia im. Mieczysława Karłowicza w Katowicach.

## Publikacje
- Mieczysław Karłowicz, W Tatrach. Pisma taternickie i zdjęcia fotograficzne wydane staraniem Zarządu Sekcyi Turystycznej Towarzystwa Tatrzańskiego, Kraków, 1910[17]
- Mieczysław Karłowicz. Fotografie, red. Zbigniew Ładygin, Kraków, 2019
- zbiory fotografii Tatrzańskie (w zbiorach Muzeum Narodowego w Krakowie),
- liczne artykuły w czasopismach: „Kurier Zakopiański”, „Taternik”, „Słowo Polskie”, „Pamiętnik Towarzystwa Tatrzańskiego”.